# Teściowie 2
Teściowie 2 – polska komedia z 2023 roku w reżyserii Kaliny Alabrudzińskiej. Sequel filmu Teściowie (2021).

## Fabuła
Niedoszli małżonkowie, Weronika (Katarzyna Chojnacka) i Łukasz (Ignacy Martusewicz) postanawiają dać sobie drugą szansę i zapraszają na ślub oraz wesele nad morzem. Przyjeżdżają rodzice Weroniki (Izabela Kuna i Adam Woronowicz) z psem Mirelką oraz rozwiedziona matka Łukasza, Małgorzata (Maja Ostaszewska) w towarzystwie matki Małgorzaty (Ewa Dałkowska) oraz 30-letniego asystenta firmy Jana (Eryk Kulm), którym Małgorzata przedstawia go jako swojego partnera, jednak z czasem zakochuje się w nim. Wszyscy zatrzymują w pobliskim hotelu. Zabawne sytuacje sprawiają, że członkowie obu rodzin coraz lepiej się ze sobą dogadują. Na miejsce przyjeżdża również adorator Małgorzaty, Wojciech Zamecki (Andrzej Zieliński).

## Obsada
Źródło: FilmPolski.pl

- Maja Ostaszewska − Małgorzata Wilk, matka Łukasza
- Izabela Kuna − Wanda Chrapek, matka Weroniki
- Adam Woronowicz − Tadeusz Chrapek, ojciec Weroniki
- Eryk Kulm − Jan Sznajder
- Ewa Dałkowska − Maria Morawska, matka Małgorzaty
- Andrzej Zieliński − Wojciech Zamecki
- Rafał Grotowski − Thomas
- Bohdan Graczyk − Hans
- Patryk Michalak − Gunter
- Bogumiła Trzeciakowska − Recepcjonistka Zuza
- Katarzyna Chojnacka − Weronika Chrapek
- Ignacy Martusewicz − Łukasz Wilk
- Kacper Sasin − Marek
- Jędrzej Wielecki − Kuba
- Gamou Fall − Masażysta Dawid
- Ewa Konstancja Bułhak − Danuta, siostra Wandy
- Jakub Nosiadek − Trener Kamil
- Izabela Dąbrowska − Urzędniczka USC
- Kamil Bahar − Przystojny mężczyzna na basenie
- Shivamkumar Dhangan − Boy hotelowy
- Justyna Janowska − Pokojówka
- Karol Biskup − Świadek Grzesiek
- Antonina Jarnuszkiewicz − Świadkowa Ania
- Tetiana Troian − Pracownica spa
- Valeria Kozaczenko − Pracownica spa
- Linda Thuy Linh − Pokojówka Filipinka
- Stanisław Bukowski − Wokalista na ślubie, perkusista zespołu w barze na plaży
- Wojciech Łozowski − Wokalista zespołu w barze na plaży
- Paweł Osicki − Pianista zespołu w barze na plaży
- Piotr Chęcki − Saksofonista zespołu w barze na plaży
- Tomasz Ziętek − Trębacz zespołu w barze na plaży
- Adam Żuchowski − Gitarzysta basowy zespołu w barze na plaży
- Michał Zienkowski − Gitarzysta zespołu w barze na plaży
- Anna Patynek − Perkusjonalistka zespołu w barze na plaży
- Aleksander Sosiński − Kelner
- Sandra Guzowska − Ekspedientka
- Anudari Saruuljargal − Kelnerka w barze na plaży
- Faustyna Wespińska − Dziewczyna grająca w siatkówkę

## Produkcja
Zdjęcia plenerowe kręcono w Hotelu Narvil w Serocku oraz na porcie lotniczym Gdańsk im. Lecha Wałęsy.

## Nagrody
- Nagroda Stowarzyszenia "Kina Polskie": 2023
  - Złoty Bilet za frekwencję w kinach